# Jean-René Lisnard
Jean-René Lisnard (Cannes, 25 settembre 1979) è un ex tennista e allenatore di tennis monegasco.

## Carriera da giocatore
Lisnard, alto 172 cm per 68 kg, è passato professionista nel 1997 e si è ritirato nel 2013.
Il suo miglior ranking ATP in singolare è stata l'84ª posizione raggiunta il 27 gennaio 2003, e in doppio è stato 171º nel settembre 2007.
Impegnato in prevalenza nei tornei minori, nel circuito Challenger vanta due titoli in singolare e due in doppio, mentre nel circuito ITF ha conquistato 7 titoli in singolare e due in doppio. Nel circuito maggiore ha disputato la semifinale al Chennai Open 2003, persa in due set contro il vincitore del torneo Paradorn Srichaphan. Il suo miglior risultato nelle prove del Grande Slam è stato il terzo turno raggiunto in singolare all'Australian Open 2005; in questo torneo ha ottenuto la vittoria più significativa in carriera battendo in 5 set il nº 14 del mondo Sébastien Grosjean. 
Ha vinto le medaglie d'oro in singolare e in doppio ai Giochi dei Piccoli Stati d'Europa sia a Monaco nel 2007 che a Cipro nel 2009.

## Carriera da allenatore
Dopo il ritiro dall'agonismo intraprende la carriera di allenatore e tra i tennisti e le tenniste di cui è stato il coach vi sono Caroline Wozniacki (ex n°1 mondiale), Johanna Konta (n°10 mondiale) e Gilles Müller (top 30 ATP). Fonda inoltre a Cannes insieme a Gilles Cervara l'Elite Tennis Center, un'accademia per professionisti e giovani promesse con un'equipe di allenatori di consolidata esperienza.